# Alkeen

Structuurformule van but-1-een met aanduiding van de dubbele binding in het blauw.

Alkenen of olefinen zijn onverzadigde koolwaterstoffen waarin minstens één paar koolstofatomen verbonden is door een dubbele binding. Alkenen met één zo'n dubbele binding en geen andere functionele groepen hebben de algemene verhoudingsformule {\displaystyle {\ce {C_{_{n}}H{_{2}_{n}}}}}.
De eenvoudigste lineaire alkenen zijn:
- etheen ({\displaystyle {\ce {C2H4}}})
- propeen ({\displaystyle {\ce {C3H6}}})
- but-1-een ({\displaystyle {\ce {C4H8}}})
- pent-1-een ({\displaystyle {\ce {C5H10}}})
- hex-1-een ({\displaystyle {\ce {C6H12}}})
- hept-1-een ({\displaystyle {\ce {C7H14}}})
- oct-1-een ({\displaystyle {\ce {C8H16}}})
- non-1-een ({\displaystyle {\ce {C9H18}}})
- dec-1-een ({\displaystyle {\ce {C10H20}}})

Vanaf buteen zijn er structuurisomeren mogelijk.
De dubbele binding is een belangrijk reactief centrum. Dit kan worden gebruikt om het alkeen te polymeriseren, en ook voor verschillende typen additiereacties die gesubstitueerde alkanen als reactieproduct hebben. Verder kunnen ze een rol spelen in pericyclische reacties, waaronder de Diels-Alder-reactie en de Cope-omlegging.

## Trivia
- Alkenen hebben een specifieke geur die door veel mensen als onaangenaam wordt beschouwd.[1]